# Charles Bowden
Charles Clyde Bowden (Joliet, Illinois, 20 de juliol de 1945 – Las Cruces, Nou Mèxic, 30 d'agost de 2014) fou un escriptor de no-ficció, periodista i assagista estatunidenc. Va escriure pel diari Tucson Citizen, sovint va escriure sobre el Sud-oest dels Estats Units. Va col·laborar en les revistes GQ i Mother Jones, i en altre publicacions com Harper's Magazine, The New York Times Book Review, Esquire, High Country News i Aperture. Bowden va guanyar el Premi Lannan de no-ficció de 1996, i el 2010 va ser premiat per United States Artists.

## Obres seleccionades
- The Impact of Energy Development on Water Resources in Arid Lands: Literature Review and Annotated Bibliography (Tucson: University of Arizona, Office of Arid Lands Studies, 1975)
- Killing the Hidden Waters (Austin: University of Texas Press, 1977)
- Street Signs Chicago: Neighborhood and Other Illusions of Big City Life / per Charles Bowden i Lew Kreinberg; fotografies de Richard Younker; pròleg de William Appleman Williams (Chicago, IL: Chicago Review Press, 1981)
- Blue Desert (Tucson: University of Arizona Press, 1986)
- Frog Mountain Blues fotografies de Jack W. Dykinga. (Tucson: University of Arizona Press, 1987)
- Trust Me: Charles Keating and the Missing Billions (1988) amb Michael Binstein
- Mezcal (Tucson: University of Arizona Press, 1988)
- Red Line (Nova York: Norton, 1989)
- Desierto: Memories of the Future (1991)
- The Sonoran Desert / fotografies de Jack W. Dykinga; text by Charles Bowden. (Nova York: H. N. Abrams, 1992)
- The Secret Forest / text de Charles Bowden; fotografies de Jack W. Dykinga; introducció de Paul S. Martin (Albuquerque: University of New Mexico Press, 1993)
- Seasons of the Coyote: the Legend and Lore of an American Icon / assajos de Charles Bowden et al. (San Francisco, CA: HarperCollins West, 1994)
- Frog Mountain Blues; fotografies de Jack W. Dykinga; amb pròleg de l'autor (Tucson: University of Arizona Press, 1994)
- Blood Orchid: An Unnatural History of America (1995)
- Chihuahua: Pictures From the Edge / fotografies de Virgil Hancock; assaig de Charles Bowden (Albuquerque: University of New Mexico Press, 1996)
- Stone Canyons of the Colorado Plateau / fotografies de Jack W. Dykinga; text de Charles Bowden (Nova York: Abrams, 1996)
- The Sierra Pinacate / Julian D. Hayden; fotografies de Jack Dykinga; amb assajos de Charles Bowden & Bernard L. Fontana (Tucson: University of Arizona Press, 1998)
- Juárez: The Laboratory of our Future, prefaci de Noam Chomsky; pròleg de Eduardo Galeano (1998)
- Torch Song (assaig) 1999
- Paul Dickerson, 1961-1997 (assaig de Charles Bowden; New York: American Fine Art Co., 2000)
- Eugene Richards (New York, NY: Phaidon, 2001)
- Down by the River: Drugs, Money, Murder, and Family (2002)
- Blues for Cannibals (2002)
- Killing the Hidden Waters [amb una nova introducció de l'autor] (Austin: University of Texas Press, 2003)
- A Shadow in the City Confessions of an Undercover Drug Warrior (2005)
- Inferno (fotografies de Michael P. Berman; Austin, TX: University of Texas Press, 2006) (guanyador del Premi Southwest Book de la Border Regional Library Association)
- Kill the Messenger: How the CIA's Crack-Cocaine Controversy Destroyed Journalist Gary Webb by Nick Schou; prefaci de Charles Bowden (2006)
- Some of the Dead are Still Breathing: Living in the Future (2009)
- Murder City: Ciudad Juarez and the Global Economy's New Killing Fields (2010)
- Dreamland: The Way Out of Juarez (2010); amb il·lustracions d'Alice Leora Briggs
- El Sicario: The Autobiography of a Mexican Assassin (2011) per Molly Molloy i Charles Bowden[5]
- Dead When I Got Here: Asylum from the madness (2014); productor executiu del documental en col·laboració amb el director i productor Mark Aitken -[6]